# Misumenoides paucispinosus
Misumenoides paucispinosus là một loài nhện trong họ Thomisidae.
Loài này thuộc chi Misumenoides. Misumenoides paucispinosus được Cândido Firmino de Mello-Leitão miêu tả năm 1929.